# Соколиця (хутір)

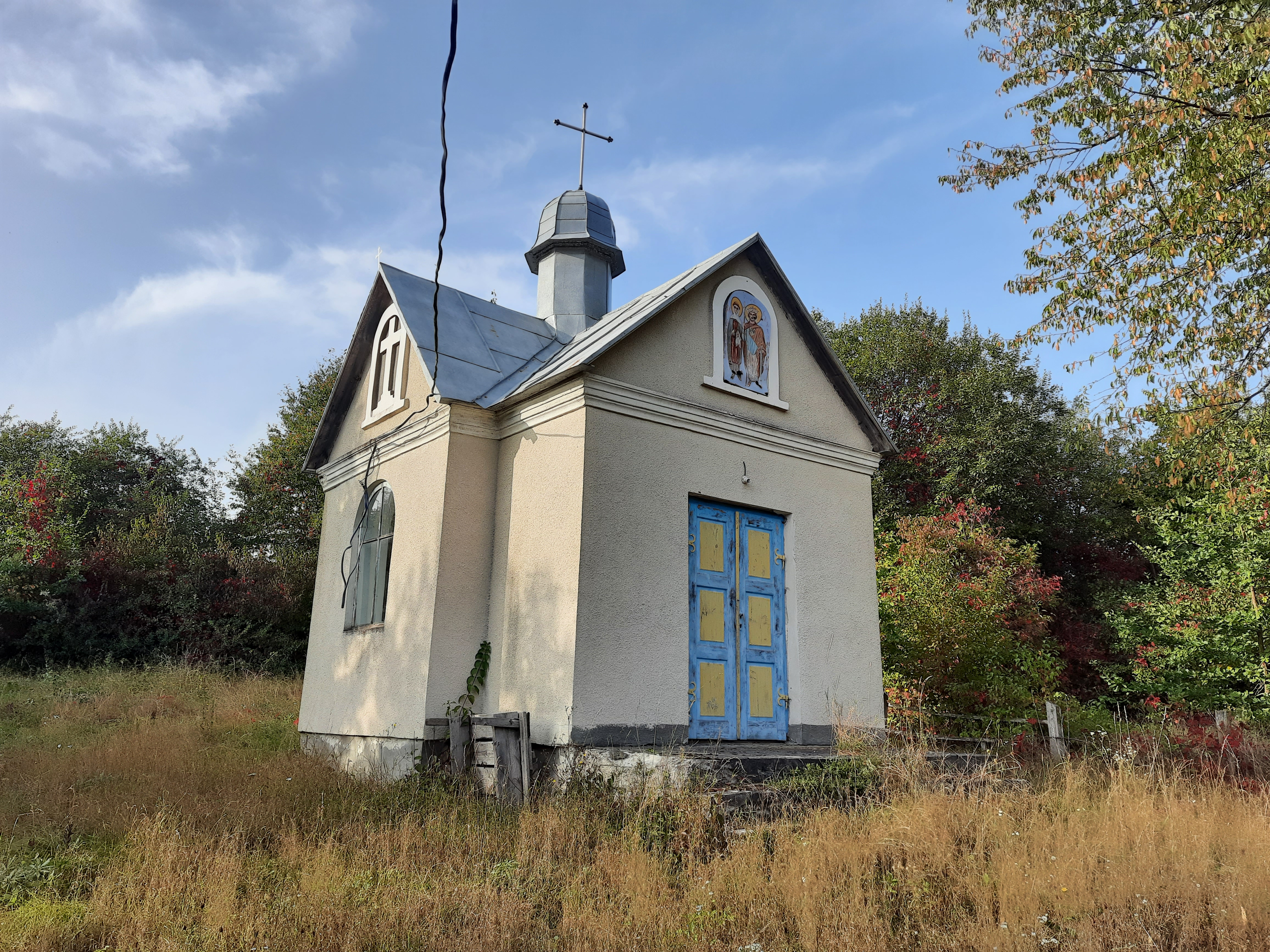
Каплиця Святих Володимира і Ольги (1997)

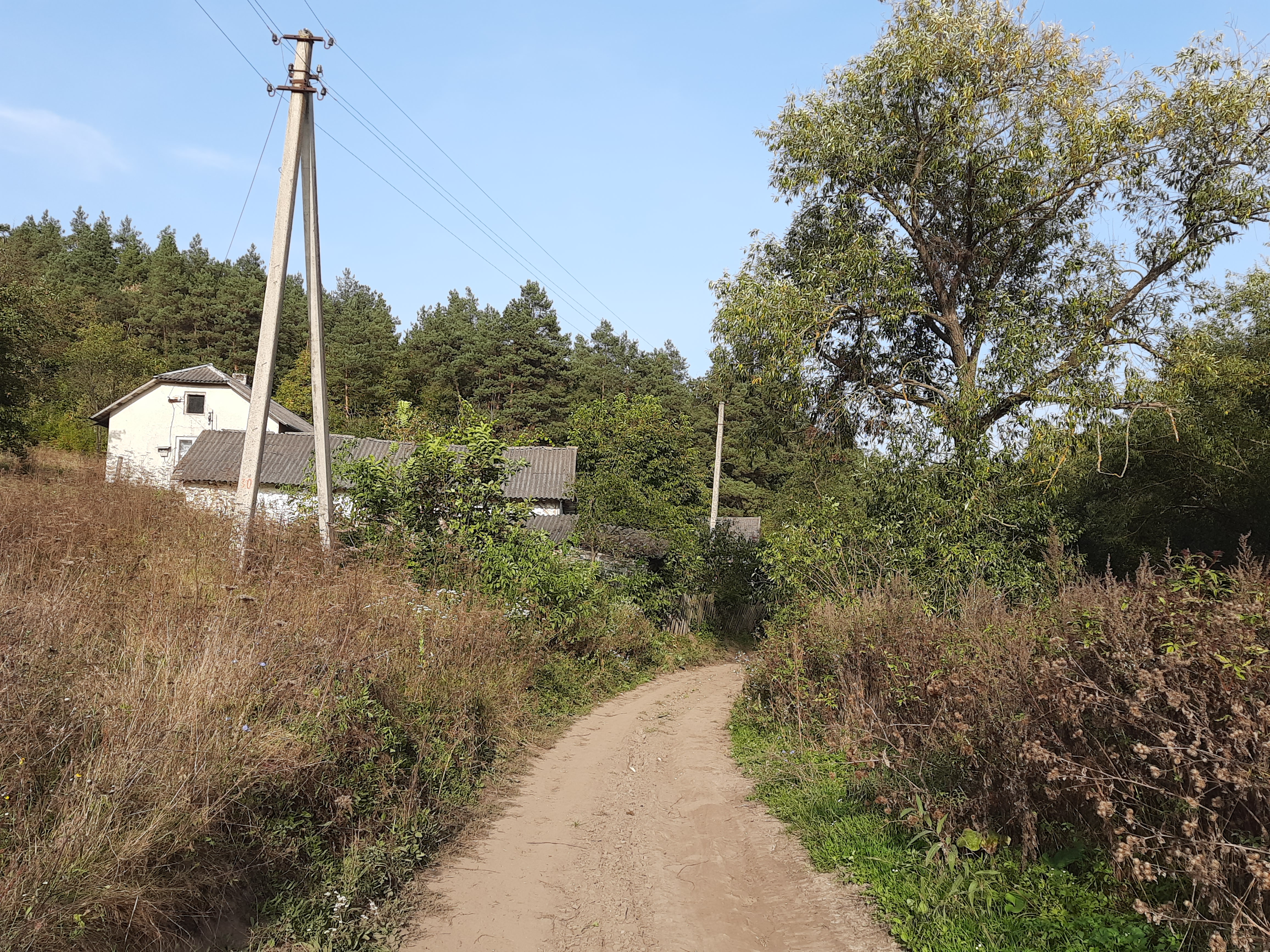
Вулиця на хуторі

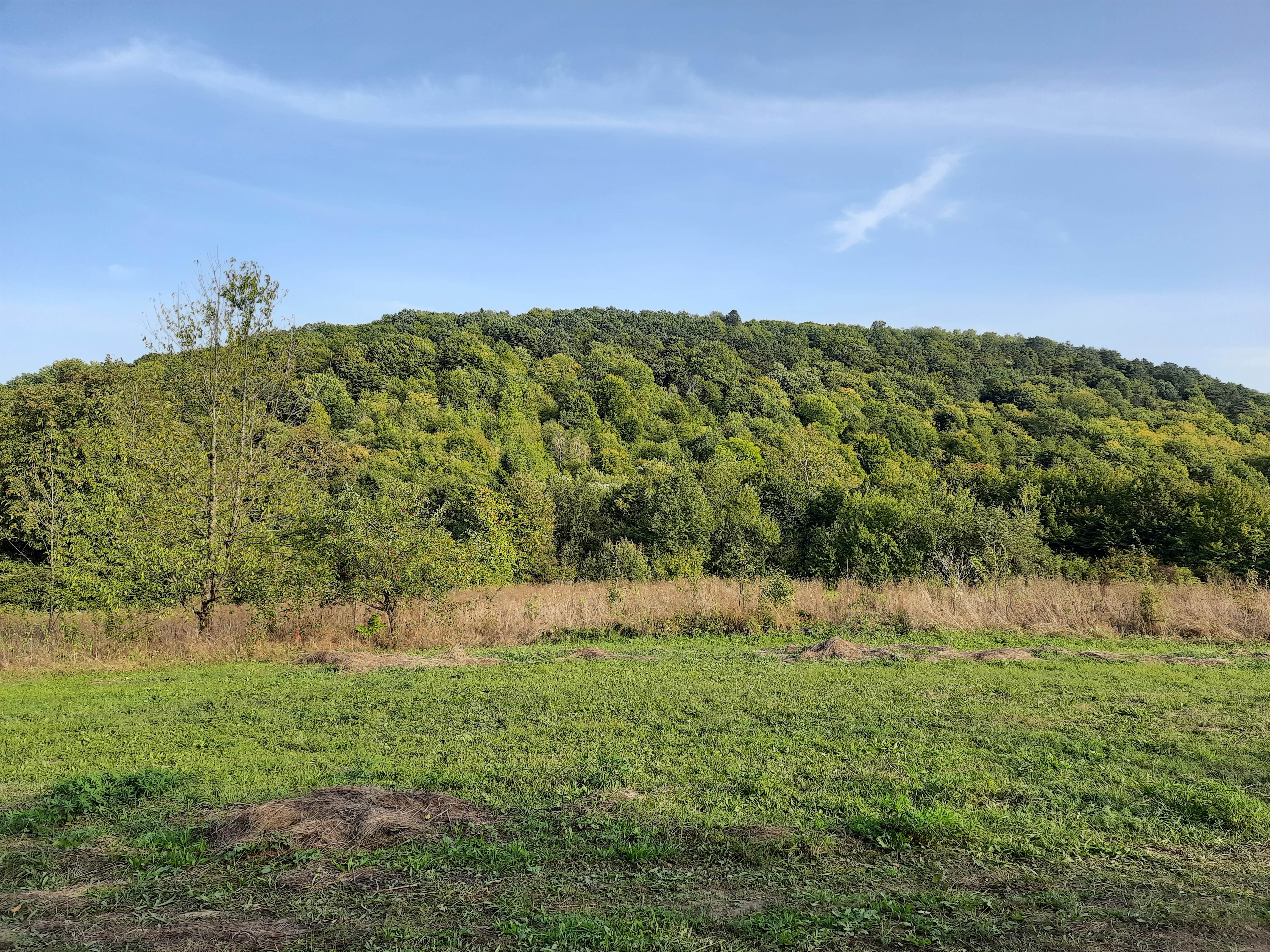
Краєвид біля хутора

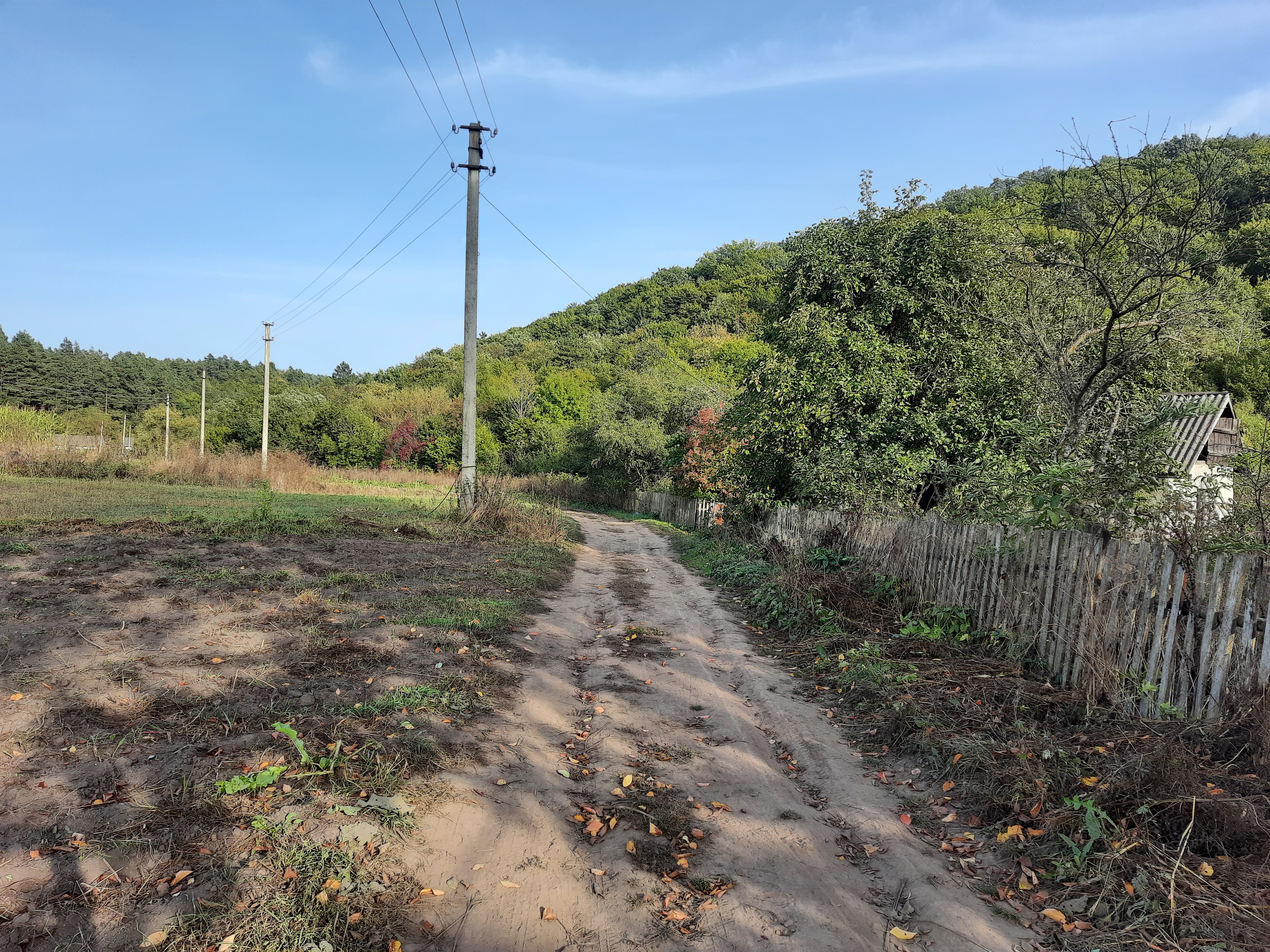
Сільський пейзаж

Соколиця — східна частина села Базниківка Бережанського району Тернопільської області, окрема вулиця з привулками і кутками, до 1952 року — окремий населений пункт. На хуторі розташована пластова таборова оселя «Соколиця» — місце проведення пластових таборів Тернопільської округи.
Як окремий населений пункт Соколиця була хутором Бережанського району Тернопільської області, підпорядковувалася Саранчуківській сільраді. У 1952 році на хуторі було 19 дворів та мешкало 89 осіб.

## Назва
Назва хутора походить, найімовірніше, від прізвища Сокіл.

## Географія
Соколиця розташована за 2 км на північний схід від центру села Базниківка.
На території хутора розташовані цілющі джерела.

## Історія
У 1996 році на хуторі виявлено поселення черняхівської культури.
У 1939—1952 роках адміністративно підпорядковувалося Саранчуківській сільраді, допоки не увійшло до складу села Базниківка.
На хуторі у 1946 році потрапили в більшовицьку засідку вояки УПА Дмитро («Кармелюк»; був убитий) і «Залізняк» (вийшов із оточення, загинув у іншому місці).
У 1990-их роках зусиллями місцевої громади збудовано каплицю святого Володимира, яка згодом стала храмом дочірньої парафії святих Володимира і Ольги.

## Парафія святих Володимира і Ольги
Місцева парафія святих Володимира і Ольги і дочірньою парафією Базниківської парафії Положення ризи Пресвятої Богородиці Бережанського деканату Тернопільсько-Зборівської архієпархії Тернопільсько-Зборівської митрополії УГКЦ. Була утворена 1997 року. У 1997 році було споруджено храм. Архітектор — В. Зорик. Церкву було споруджено на кошти місцевої громади — жителів вулиці Соколиці.
Освячення храму відбулося 1997 року Бережанським деканом о. Іваном Хрептаком з благословення владики Михайла (Колтуна), єрарха Зборівської єпархії УГКЦ. У 1997-1998 парохом був о. Петро Сташків, з 1998 року - адміністратором парафії є о. Володимир Кіселик. 
Катехизацію у церкві проводить отець-парох. У 2012 році до парафії належало 22 особи, відбулося 2 хрещення, вінчань та похоронів не було.